# 27. Armee (Rote Armee)
Die sowjetische 27. Armee (russisch 27-я армия) war im Zweiten Weltkrieg ein militärischer Großverband der Roten Armee. Ab 22. Juni 1941, dem Tag des deutschen Angriffs auf die Sowjetunion, verteidigte die Armee als Teil der Nordwestfront den Küsten-Abschnitt der Ostsee und den Moonsund-Archipel. Im Juli 1941 führten die Truppen Verteidigungskämpfe an der westlichen Düna im Raum Daugavpils, dann am Fluss Welikaja, im Raum Opotschka und am Fluss Lowat. Im Jahr 1942 war die 27. Armee im Raum Cholm am Nordabschnitt und 1943 als Frontreserve am Mittelabschnitt (Raum Liwny) der Ostfront eingesetzt. Ende 1943 stieß sie im Raum Kiew über den Dnjepr, im Herbst 1944 durch Rumänien und Ungarn vor und stand zu Kriegsende im April und Mai 1945 in der östlichen Steiermark.

## Geschichte

### Erste Formation (1941)
Die 27. Armee wurde am 25. Mai 1941 im Sondermilitärbezirk Baltikum aufgestellt, folgende
Einheiten waren der Armee im Juni/Juli 1941 unterstellt:
- 22. Schützenkorps, Generalmajor Alexander Sergejewitsch Ksenofontow (180. und 182. Schützendivision)
- 24. Schützenkorps, Generalmajor Kusma Maxsimowitsch Katschanow (181. und 183. Schützendivision)
- 16. und 67. Schützen-Division sowie 3. Schützen-Brigade

Reserve:
- 5. Luftlandekorps, Generalmajor I. S. Besugly (9., 10., und 201. Luftlandebrigade)
- 29. Schützenkorps, Generalmajor Alexander Georgjewitsch Samochin (185. und 188. Schützen-Division)
- 65. Schützenkorps (nur Stab), Generalmajor Konstantin Wassiljewitsch Kommissarow
- 126. und 128. Schützendivision
- 5., 23., 33., 241. und 256. Schützendivision

Am 22. Juni 1941 war das Armeekommando 27 in Riga stationiert, mit Ausbruch der Feindseligkeiten änderten sich infolge der Schlacht um das Baltikum die Aufgaben der Armee. Das vorne stehende 22. Schützenkorps zog sich aus Estland zurück während das 24. Schützenkorps erst aus den Raum Riga herangeführt werden musste. Die 67. Schützen-Division wurde mit der 16. Schützen-Division in Libau isoliert, es handelte sich um die einzigen Großverbände, die in diesem Raum verteidigten. Die 3. Schützen-Brigade befand sich abseits auf den Baltischen Inseln. Am 25. Juni sollten die Armeetruppen entlang der westlichen Düna den feindlichen Einheiten am Übergang hindern und den Abschnitt Gulbene – Livani zur Verteidigung organisieren und dort die zurückgehenden Einheiten der 8. Armee stützen. Es gelang der 27. Armee aber nicht mehr rechtzeitig eine stabile Abwehr-Front aufzubauen, da bereits am 26. Juni Einheiten des deutschen LVI. motorisierten Korps den Fluss überquerten und Dünaburg besetzten. Am 2. Juli gingen die deutschen Truppen wieder in die Offensive, trennten die Verbindung zwischen 27. Armee und 8. Armee und erzwangen den sowjetischen Rückzug auf Opotschka und Ostrow.
Am 10. Juli verteidigten Einheiten der 27. Armee im Raum Opotschka, Noworschew und entlang der Welikaja. Am linken Flügel schloss jetzt die 22. Armee der Westfront im Raum bis Newel an, am rechten Flügel der 27. Armee brachen die deutschen Truppen bei der Verfolgung in Richtung auf Porchow durch. Am 14. Juli begann die Schlacht von Solzy, dabei griffen drei Schützendivisionen der rechts eingesetzten 11. Armee die deutsche 8. Panzerdivision vom Norden her erfolgreich an. Aus dem Süden unterstützten gleichzeitig Einheiten der 183. Schützen-Division der 27. Armee bei Sitnja. In der zweiten Julihälfte 1941 mussten sich die 27. Armee allmählich über die Lowat zwischen Staraja Russa und Cholm zurückziehen.
Anfang August 1941 nahm die 27. Armee infolge der Schlacht an der Luga an dem Gegenangriff im Raum Staraja Russa teil. Der Hauptangriff führte aber die 34. Armee, welche durch den linken Flügel der 48. Armee (Generalleutnant Akimow) in Richtung auf Utorgosch unterstützt wurde. Am 9. August räumten die sowjetischen Truppen Staraja Russa und zogen sich hinter den Lowat zurück. Ab 12. August versuchte die 27. Armee neue Gegenstöße aus dem Raum östlich von Staraja Russa und Cholm. Die Armeeeinheiten wurden nach Anfangserfolgen von deutschen Truppen am Stadtrand aufgehalten und zurückgeworfen. Am 30. August starteten die deutschen Truppen eine neue Offensive an der gesamten Nordwestfront. Darüber hinaus wurden von den Streitkräften des LVII. motorisierten Korps der Heeresgruppe Mitte starker Druck bei den Waldaihöhen in Richtung von Demjansk und im Gebiet südlich davon ausgeübt. Die Verteidigung der 27. Armee wurde gebrochen, Truppenteile ins Gebiet zwischen den Lowat und Moloskowitzy – Ostaschkow – Demjansk abgedrängt. Am 9. und 10. September 1941 unternahm die 27. Armee, die sich am Vortag aus Demjansk zurückgezogen hatte und der Einkreisung entkommen war, vergebliche Versuche Demjansk zurückzunehmen, doch die Armeeformationen mussten sich noch weiter zurückziehen. Erst Anfang Oktober konnte die Offensive der deutschen 16. Armee eingedämmt werden. Dem der Armee unterstellten 65. Schützenkorps waren dabei die 5., 23., 33., 188. Schützen- sowie die 84. motorisierte Schützen-Division zugeteilt. Die 27. Armee verteidigte sich am Ostufer am Welje-See, weiter über die Nordspitze zum Ostufer des Seliger-Sees. Bis Dezember 1941 befand sich die zahlenmäßig unterbesetzte 27. Armee (23., 33., 241. Schützen-Division) in der Defensive, das Führungskommando wurde am 25. Dezember Teil der Nordwestfront und in die 4. Stoßarmee umgewandelt.

### 2. Formation (1942/43)
Die zweite Formation der 27. Armee wurde am 1. Juni 1942 auf der Grundlage der Stawka vom 22. Mai aus Formationen der 11. Armee als Teil der Nordwestfront neu aufgestellt. Die neue 27. Armee befand sich auf der Linie Staraja Russa – Fluss Pola und kämpfte im Korridor von Ramuschewo.
- Am 1. Juni 1942 bestand die 27. Armee aus der 84., 182., 188., 254. und 384. Schützen-Division, dazu kamen die 46. Schützen- und 84. Marine-Brigade.
- Anfang Dezember waren der 27. Armee die 55., 182., 188., 200., und 254. Schützen-Division unterstellt, dazu kamen die 15., 20., 87., 127., und 147. Schützen-Brigade.

Ab dem 8. Februar 1943 nahm die Armee an der Demjansker-Offensive teil und wurde dann in das Hauptquartier des Oberkommandos zurückgezogen.
- Am 1. März 1943 bestand die 27. Armee aus dem 12. Garde-Schützenkorps mit der 127., 161. Schützen-Division und der 3., 19. und 40. Ski-Brigade, sowie der 28., 43. Garde-, 55., 170., 171., 182., 202., 253. und der 370. Schützen-Division.
- Anfang Juli 1943 fungierte sie während der Kursker Schlacht als Front-Reserve der Steppenfront, dabei waren die 71., 147., 155., 163., 166., und 241 Schützen-Division zugeordnet.

Die 27. Armee trat Mitte Juli 1943 erneut in die Kämpfe ein und beteiligte sich an der Belgorod-Charkower Operation. Ihre Truppen rückten dabei von der Südseite des Kursker Bogens über Proletarski nach Graiworon vor, wo sie südlich von Achtyrka durch Gegenangriffe gestoppt wurde. Ende September 1943 wurde die Armee Teil der 1. Ukrainischen Front und in den Brückenkopf von Bukrin verlegt, wo sie um die Ausweitung dies er Positionkämpfte. Nach der Befreiung Kiews vom 21. November 1943 stand die 27. Armee südlich der Stadt und lehnte mit ihrem linken Flügel an den Dnjepr.
- Am 1. Dezember 1943 waren der 27. Armee das 47. Schützenkorps mit der 38., 136., 337. Schützendivision unterstellt, als Reserve fungierte die 206. und 309. Schützendivision.

### 1944
Die 27. Armee bedrängte Ende Januar 1944 während der Korsun-Schewtschenkowsker Operation die nördliche Front der deutschen 8. Armee und beteiligte sich mit der 180., 206. und 337. Schützen-Division und dem 298. Garde-, 713. und 1892. Artillerieregiment an der Einschließung der deutschen Kräfte. Zusammen mit Einheiten der 40. Armee rang die 27. Armee am 28. Januar an der Frontlinie von Tscherwona über Winograd, Bojarka und Medwyn bis Boguslaw. Der Kessel wurde am Morgen des 28. Januar geschlossen. Nach Beendigung der Kesselschlacht von Tscherkassy (Mitte Februar) wurde die 27. Armee in den Raum nördlich von Uman zur 2. Ukrainische Front verschoben, wo sie während der Uman-Botosaner Operation mit zumeist neuen Einheiten in das rumänische Hoheitsgebiet vordrang:
- 35. Garde-Schützenkorps (93. Garde-., 78., 202. Schützen-Division)
- 33. Schützenkorps (180., 206. und 337. Schützen-Division)
- 3. Garde-Luftlandedivision

Die Stadt Mogilew-Podolski wurde am 19. März durch Einheiten des 35. Garde-Schützenkorps (Generalmajor Viktor Scholudew) im Zusammenwirken mit dem 5. Panzerkorps (Generalleutnant Wolkow) der 6. Panzerarmee befreit. Anfang April 1944 startete die Division Großdeutschland eine erfolgreiche Gegenoffensive im Bereich von Târgu Frumos, wo das 35. Garde-Schützenkorps zurückgeschlagen wurde. Während der Operation Jassy-Kischinew stand die 27. Armee im Raum westlich von Iași und begann am 1. August 1944 den Angriff und rückte auf Ploiești, dann nach Pitești vor, schwenkte nach Norden ein und erreichte Cluj. Darauf kämpfte sich die 27. Armee während der Debrecener Operation in Richtung auf Debrecen vor. Am 16. Oktober konnte das sowjetische 33. Schützenkorps Oradea (Großwardein) besetzen, dabei wurde die deutsche 76. Infanterie-Division stark dezimiert. Die 27. Armee erreichte Laufe der Budapester Operation den Raum Miskolc.

### 1945
Bis zum Februar 1945 war die 27. Armee südlich von Budapest als Front-Resere stationiert und nahm im Raum Stuhlweissenburg an der Plattenseeoffensive teil. Bei der dabei erfolgten Überstellung an den Südflügel der 3. Ukrainischen Font (unter General Tolbuchin) waren der 27. Armee folgende Verbände unterstellt:
33. Schützenkorps Generalmajor A. I. Semjonow
- 202. Schützendivision – Generalmajor Iwan Michailowitsch Chochlow
- 206. Schützendivision – Generalmajor Fjodor Iwanowitsch Dremenkow
- 337. Schützendivision – Oberst Taras P. Gorobez
- 3. Garde-Luftlandedivision – Generalmajor Iwan Nikititsch Konew

37. Schützenkorps Generalmajor Fjodor Samoilowitsch Koltschuk
- 108. Schützendivision – Oberst Sergej Illarionowitsch Dunajew
- 316. Schützendivision – Oberst Gregori S. Chebotarew
- 320. Schützendivision – Oberst Joseph Z. Burik

35. Garde-Schützenkorps – Generalleutnant Sergej G. Gorjatschew
- 78. Schützendivision – Generalmajor N. M. Michailow
- 163. Schützendivision – Generalmajor F. W. Karlow

5. Garde-Kavallerie-Korps – Generalleutnant S. I. Gorschkow
- 11. und 12. Garde-Kavallerie-Division
- 63. Kavallerie-Division

Während der Wiener Operation verfolge die 27. Armee die zurückgehende deutsche 6. Armee über Veszprém durch Westungarn und durchquerte dann mit Masse über Güssing das Burgenland. Bei den folgenden Kämpfen in der Oststeiermark, rückte die Armee zum Wechselgebiet und zur Lafnitz vor, die Truppen wurden links von der 57. Armee und rechts von der 26. Armee begleitet. Der weitere Vormarsch führte die 27. Armee bis zum 9. Mai 1945 an die Linie Graz-Bruck an der Mur. Nach dem Mur-Übergang endete der Vorstoß im Raum Amstetten, wo die Verbindung zu den verbündeten US-Truppen hergestellt wurde. Die 27. Armee wurde im August 1946 aufgelöst.

## Führung
Befehlshaber
- Generalmajor Nikolai Erastowitsch Bersarin, 25. Mai 1941 bis 25. Dezember 1941
- Generalmajor Fjodor Petrowitsch Oserow, 22. Mai 1942 bis 29. Januar 1943
- Generalleutnant Sergei Georgijewitsch Trofimenko, 29. Januar 1943 bis 9. September 1945
- Generaloberst Iwan Wassiljewitsch Boldin, 9. Juli 1945 bis 5. Juli 1946

Mitglieder des Militärrats
- Divisionskommissar Peter Kapitonowitsch Batrakow, 13. Juni bis 25. September 1941
- Brigadierkommissar Michail Wassiljewitsch Rudakow, 25. September bis 25. Dezember 1941
- Generalmajor Iwan Petrowitsch Schewtschenko, 25. Mai 1942 bis zum 29. Mai 1944
- Generalmajor Pjotr Wassiljewitsch Sewastjanow, 30. Mai 1944 bis zum 9. Mai 1945

Stabschefs
- Oberst W. W. Boloznew, 25. Mai 1941 bis zum 19. Juli 1941
- Generalmajor Pawel Sergejewitsch Jarmoschkewitsch, 19. Juli 1941 bis 11. Oktober 1941
- Generalmajor F. N. Romanow, 11. Oktober 1941 bis zum 25. Dezember 1941
- Oberst Iwan Iwanowitsch Stepanow, 22. Mai 1942 bis 16. Dezember 1942
- Oberst Grigori Sergejewitsch Lukjanchenko, 16. Dezember 1942 bis 23. Juli 1944
- Generalmajor Georgi Michailowitsch Bragin, 23. Juli 1944 bis 13. September 1945